# 788

## Esdeveniments
- Hi ha una revolta a la Frontera Superior de l'Àndalus. Hi ha fortes repressions.
- Vers el 788, els comtats d'Urgell i de Cerdanya esdevingueren part d'allò que posteriorment va rebre el nom de marca hispànica.

## Necrològiques
- Còrdova, Espanya: Abderramán o Abd al-Rahman I, Emir de Còrdova, (n. Damasco, Àfrica 731)